# Danh sách sân vận động tại Việt Nam
Đây là một danh sách chưa hoàn tất, và có thể sẽ không bao giờ thỏa mãn yêu cầu hoàn tất. Bạn có thể đóng góp bằng cách mở rộng nó bằng các thông tin đáng tin cậy.
Dưới đây là danh sách sân vận động bóng đá tại Việt Nam tham gia vào các giải đấu và hạng đấu trong hệ thống giải đấu bóng đá Việt Nam tính đến cấp độ 4. Hiện nay, những sân vận động có từ 1.000 chỗ ngồi trở lên được đưa vào danh sách. 

## Các sân vận động
Các sân vận động được cập nhật chính xác tính đến năm 2024.
Đội có dòng chữ:
- in đậm hiện đang chơi tại Giải bóng đá vô địch quốc gia Việt Nam.
- in nghiêng hiện đang chơi tại Giải bóng đá hạng nhất quốc gia Việt Nam.

| Sân vận động  | Hình ảnh                      | Đội bóng                                        | Địa điểm              | Mở cửa | Sức chứa | CT            |  |
| ------------- | ----------------------------- | ----------------------------------------------- | --------------------- | ------ | -------- | ------------- |  |
| Mỹ Đình       | Sân vận động quốc gia Mỹ Đình | Thể Công – Viettel Đội tuyển quốc gia Việt Nam  | Hà Nội                | 2003   | 40.192   | [ 4 ]         |  |
| Cần Thơ       |                               | Cần Thơ                                         | Cần Thơ               | 1983   | 30.000   | [ 5 ] [ 6 ]   |  |
| Lạch Tray     |                               | Hải Phòng                                       | Hải Phòng             | 1958   | 30.000   | [ 7 ]         |  |
| Thiên Trường  |                               | Thép Xanh Nam Định                              | Nam Định              | 2003   | 30.000   | [ 8 ] [ 9 ]   |  |
| Chi Lăng      | Sân vận động Chi Lăng         | —                                               | Đà Nẵng               | 1954   | 30.000   | [ 10 ]        |  |
| Quân khu 7    |                               | —                                               | Thành phố Hồ Chí Minh | 2007   | 25.000   | [ 11 ]        |  |
| Cao Lãnh      |                               | Đồng Tháp                                       | Cao Lãnh              | 1996   | 23.000   | [ 12 ] [ 13 ] |  |
| Hàng Đẫy      |                               | Hà Nội Công an Hà Nội                           | Hà Nội                | 1934   | 22.500   | [ 14 ]        |  |
| Ninh Bình     | Sân vận động Ninh Bình        | Phù Đổng Ninh Bình                              | Ninh Bình             | 1991   | 22.000   | [ 15 ]        |  |
| Đồng Nai      |                               | Đồng Nai                                        | Biên Hòa              | 1996   | 22.000   | [ 16 ] [ 17 ] |  |
| Thái Nguyên   |                               |                                                 | Thái Nguyên           | 2025   | 22.000   | [ 18 ]        |  |
| Hoà Xuân      | không khung                   | SHB Đà Nẵng                                     | Đà Nẵng               | 2016   | 20.500   |               |  |
| Buôn Ma Thuột |                               | Đắk Lắk                                         | Đắk Lắk               | 2000   | 20.000   | [ 19 ]        |  |
| Hà Nam        |                               | Phong Phú Hà Nam                                | Hà Nam                |        | 20.000   |               |  |
| Quy Nhơn      |                               | Quy Nhơn Bình Định                              | Quy Nhơn              | 1975   | 20.000   | [ 20 ]        |  |
| Phan Thiết    |                               | Bình Thuận                                      | Phan Thiết            | 2013   | 20.000   | [ 21 ]        |  |
| Đà Lạt        |                               | Lâm Đồng                                        | Đà Lạt                | 2023   | 20.000   | [ 22 ] [ 23 ] |  |
| Long An       |                               | Long An                                         | Tân An                | 2000   | 20.000   | [ 24 ]        |  |
| Việt Trì      |                               | Phú Thọ                                         | Việt Trì              | 1960   | 20.000   | [ 25 ]        |  |
| Gò Đậu        | Sân vận động Gò Đậu           | Becamex Bình Dương                              | Thủ Dầu Một           | 1975   | 18.250   | [ 26 ]        |  |
| Vinh          |                               | Sông Lam Nghệ An                                | Vinh                  | 1999   | 18.000   | [ 27 ]        |  |
| Cẩm Phả       |                               |                                                 | Cẩm Phả               | 2010   | 16.000   | [ 28 ]        |  |
| Tự Do         | Sân vận động Tự Do            | Huế                                             | Huế                   | 1936   | 16.000   | [ 29 ] [ 30 ] |  |
| Ninh Thuận    |                               |                                                 | Phan Rang – Tháp Chàm |        | 15.000   | [ 31 ]        |  |
| Thống Nhất    | Sân vận động Thống Nhất       | Thành phố Hồ Chí Minh Trẻ Thành phố Hồ Chí Minh | Thành phố Hồ Chí Minh | 1931   | 15.000   | [ 32 ]        |  |
| Hà Tĩnh       |                               | Hồng Lĩnh Hà Tĩnh                               | Hà Tĩnh               | 1991   | 15.000   | [ 33 ]        |  |
| Tam Kỳ        |                               | Quảng Nam                                       | Tam Kỳ                | 1997   | 15.000   | [ 34 ]        |  |
| Thanh Hóa     |                               | Đông Á Thanh Hóa                                | Thanh Hóa             |        | 14.000   | [ 35 ]        |  |
| 19 tháng 8    | Sân vận động 19 tháng 8       | Khánh Hoà                                       | Nha Trang             |        | 13.000   | [ 36 ] [ 37 ] |  |
| Quảng Ngãi    |                               | Sông Trà Quảng Ngãi                             | Quảng Ngãi            | 1978   | 12.000   | [ 38 ]        |  |
| Pleiku        |                               | Hoàng Anh Gia Lai                               | Pleiku                | 2008   | 12.000   | [ 39 ]        |  |
| Tiền Giang    |                               | Tiền Giang                                      | Mỹ Tho                |        | 12.000   |               |  |
| Kon Tum       |                               | Kon Tum                                         | Kon Tum               | 2013   | 11.000   | [ 40 ] [ 41 ] |  |
| Bình Phước    |                               | Trường Tươi Bình Phước                          | Đồng Xoài             |        | 11.000   | [ 42 ]        |  |
| Bà Rịa        |                               | Bà Rịa – Vũng Tàu                               | Vũng Tàu              | 2001   | 10.000   |               |  |
| Rạch Giá      |                               | Dugong Kiên Giang                               | Rạch Giá              | 2012   | 10.000   | [ 43 ]        |  |
| Phú Yên       |                               | Phú Yên                                         | Tuy Hòa               | 1998   | 10.000   | [ 44 ]        |  |
| Vĩnh Long     |                               | Vĩnh Long                                       | Vĩnh Long             | 1996   | 10.000   | [ 45 ]        |  |
| Bến Tre       |                               | Bến Tre                                         | Bến Tre               | 2014   | 10.000   | [ 46 ]        |  |
| Cà Mau        |                               | Cà Mau                                          | Cà Mau                | 2006   | 9.000    | [ 47 ] [ 48 ] |  |
| Củ Chi        |                               |                                                 | Thành phố Hồ Chí Minh |        | 7.000    | [ 49 ]        |  |
| Từ Sơn        |                               | Bắc Ninh                                        | Từ Sơn                |        | 5.000    | [ 50 ]        |  |
| Hà Đông       |                               |                                                 | Hà Nội                |        | 5.000    |               |  |
| Thanh Trì     |                               | Hà Nội B                                        | Hà Nội                |        | 4.000    | [ 51 ]        |  |
| Cửa Ông       |                               |                                                 | Cẩm Phả               |        | 4.000    | [ 52 ]        |  |
| Hòa Bình      |                               | Hòa Bình                                        | Hòa Bình              |        | 3.600    |               |  |
| PVF           |                               | PVF-CAND                                        | Văn Giang             | 2018   | 3.600    |               |  |
| Hoài Đức      |                               | Hoài Đức                                        | Hoài Đức              | 2013   | 3.500    |               |  |

## Đã ngừng hoạt động
| Sân vận động | Hình ảnh | Đội bóng | Địa điểm | Sức chứa | Mở cửa | Phá hủy | CT            |
| ------------ | -------- | -------- | -------- | -------- | ------ | ------- | ------------- |
| Cột Cờ       |          |          | Hà Nội   | 6.000    | ~1940  | ~2010   | [ 53 ]        |
| An Giang     |          |          | An Giang | 15.200   |        | 2021    |               |
| Tây Ninh     |          | Tây Ninh | Tây Ninh | 16.000   | 2005   | 2024    | [ 54 ] [ 55 ] |